# Pinocchio 3000
Pinocchio 3000 är en fransk spansk kanadensisk animerad film regisserad av Daniel Robichaud.

## Handling
Detta är berättelsen om en liten robot som kallas Pinocchio 3000 vars största önskan är att bli en riktig pojke. Året är 3000. Geppetto skapar med sin trogen assistent, Spencer cyberpingvinen, och av den holografiska älven Cyberina Pinocchio, en prototyp superrobot utrustad för känslor. Men innan han kan få ett hjärta och bli en riktig pojke insisterar Cyberina på att Pinocchio lär sig skillnaden mellan rätt och fel.

## Rollista (urval)
- Sonja Ball - Pinocchio
- Howard Ryshpan - Geppetto
- Whoopi Goldberg - Cyberina
- Malcolm McDowell - Scamboli
- Helena Evangeliou - Marlene
- Howie Mandel - Spencer
- Gabrielle Elfassy - Cynthia
- Ellen David - House